# Gmina Lick Creek (hrabstwo Davis)

Położenie Gminy Lick Creek w hrabstwie Davis

Gmina Lick Creek (ang. Lick Creek Township) – gmina w USA, w stanie Iowa, w hrabstwie Davis. Według danych z 2000 roku gmina miała 847 mieszkańców, a jej powierzchnia wynosi 92,14 km².